# Rogers-plan

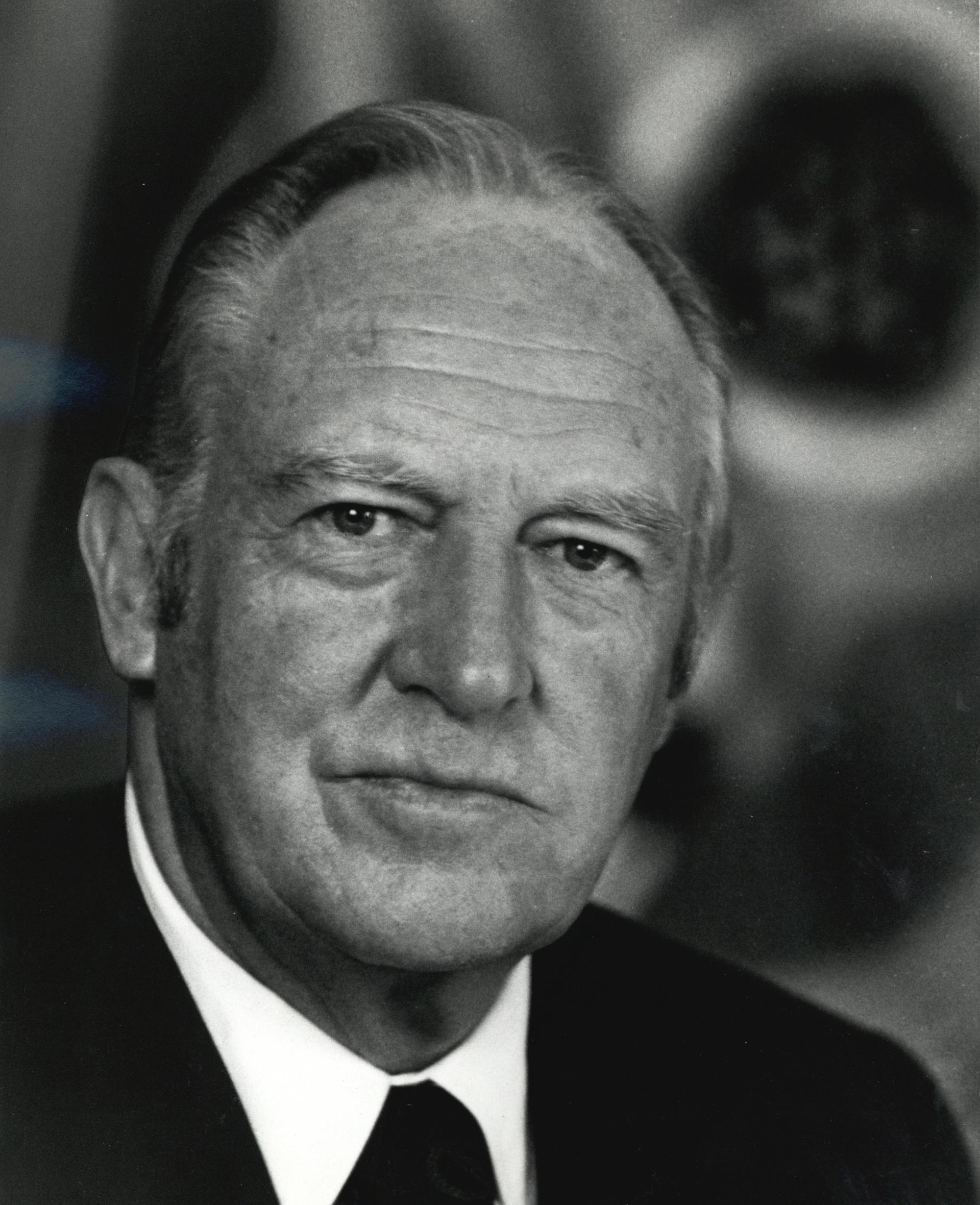
William P. Rogers

Het Rogers-plan was een plan van de Amerikaanse minister van Buitenlandse Zaken William P. Rogers om tot een vredesakkoord te komen tussen Israël en de Verenigde Arabische Republiek na de Zesdaagse Oorlog van 1967 en de Uitputtingsoorlog die daarop volgde. Rogers lanceerde een eerste plan in 1969. Een tweede plan werd gelanceerd in juni 1970.

## Plan van 1969
Rogers stelden zijn plan voor op 28 oktober 1969. Het plan voorzag in een Israëlische terugtrekking in ruil voor een demilitarisering van de Sinaï, het openstellen van het Suezkanaal en de Golf van Akaba voor de Israëlische scheepvaart, en het aangaan van vredesonderhandelingen. Zowel Egypte als Israël verwierpen het plan.

## Plan van 1970

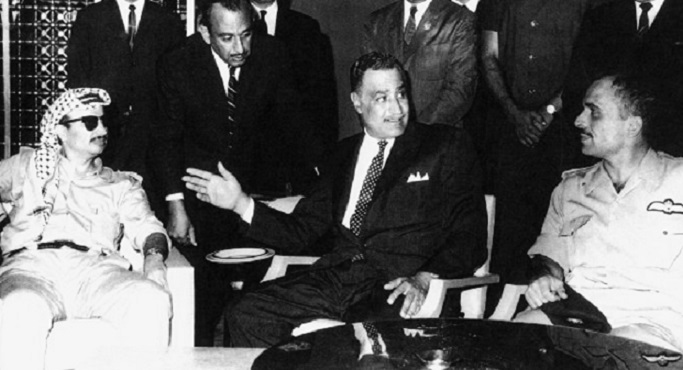
Overleg tussen Arafat (Palestijnen), Nasser (Egypte) en koning Hoessein (Jordanië) in 1970

Rogers beoogde een hervatting van het vredesoverleg onder VN-gezant Gunnar Jarring en de uitvoering van resolutie 242 van 22 november 1967 van de Veiligheidsraad van de Verenigde Naties. Hij stelde een onmiddellijk staakt-het-vuren voor een bepaalde tijd voor, opdat vredesonderhandelingen konden worden opgestart. Doel van deze onderhandelingen zou de wederzijdse erkenning door Israël en de Verenigde Arabische Republiek van elkaar soevereiniteit en de terugtrekking door Israël uit de in 1967 bezette gebieden moeten zijn.

### Verloop
Op 19 juni 1970 schreef Rogers een brief aan de Egyptische minister van Buitenlandse Zaken Mahmoed Riad, waarin hij zijn plan uit de doeken deed. Tegelijk vertrok een kopie naar de Jordaanse minister van Buitenlandse Zaken Rifai. Op 25 juni maakte Rogers zijn vredesplan openbaar tijdens een persconferentie. Hierna volgde diplomatiek overleg met de Sovjet-Unie, dat de Arabische staten steunde in het conflict. Op 11 juli deed de Sovjet-Unie eigen vredesvoorstellen die echter door Israël werden verworpen, omdat die een gefaseerde terugtrekking uit de bezette gebieden voorzagen. Na overleg in Moskou aanvaardde president Nasser het plan van Rogers op 23 juli. Enkele dagen later volgde het akkoord van Jordanië, Soedan, Libië en Saoedi-Arabië. Syrië, Irak en de Palestijnse organisaties verwierpen het Rogers-plan. Op 31 juli besloot Israël het plan te aanvaarden, ondanks het protest van de Gahal-partij, die hierna uit de regering trad.
Op 7 augustus ging een staakt-het-vuren van 90 dagen in op het front tussen Israël en Egypte langs het Suezkanaal. Op 25 augustus begon VN-afgevaardigde Jarring in New York met gesprekken met vertegenwoordigers van Israël, Egypte en Jordanië. Op 6 november werd het staakt-het-vuren met nog eens 90 dagen verlengd. Het staakt-het-vuren weerhield Egypte en Israël er niet van om hun strijdkrachten en posities te versterken. Na februari 1971 werd het staakt-het-vuren niet meer verlengd.

### Gevolgen
Het plan leidde enkel tot een tijdelijk staken van de gevechten maar niet tot een permanente vrede. De tegengestelde standpunten betreffende het plan tussen de Jordaanse regering en de Palestijnse organisaties die gevestigd waren in Jordanië droegen bij tot de Zwarte September.